# Majdhub
 (juin 2016).
Améliorez-le ou discutez des points à vérifier. 
Le Majdhub (en arabe : مَجْذوب, majḏūb) est, dans l'islam, une personne qui est ravie à elle-même par l’effet de la contemplation divine. On traduit parfois le mot par l'expression « ravi en Dieu ».

## Folie mystique
Selon le soufisme, le madjhûb connaît un état de ravissement, d'extase appelé jadhb. Il s’agit d’un état de sainteté mais qui peut se manifester extérieurement par des agissements marginaux. Émile Dermengheim le définit comme un « fou mystique saisi par la jazba [ou jadhdhâbîya], attraction, perdu dans son extase et devenu irresponsable. » Cette définition est à relier au fait que le terme madjhûb  qualifie aussi un dément, un détraqué, voire un possédé. Les majdhub ont de ce fait besoin d’une éducation spirituelle, dispensée par un maître soufi, afin de revenir à la maîtrise d’eux-mêmes, d’harmoniser leur état intérieur avec les affaires courantes de la vie sociale.